# Глафира
Глафи́ра (др.-греч. Γλαφυρή, от γλαφυρία — «воспитанность, тонкость, изящество») — женское имя греческого происхождения. Коротко — Глаша, Гланя, Граша, Граня, Фира.

## Святая
- Глафира Амасийская — дева, мученица, обезглавлена за веру Христову в 322 г., 9 мая (26 апреля)

## Известные носительницы
- Глафира — дочь царя Каппадокии Архелая, жена Александра Иудейского (сына Ирода Великого).
- Глафира — древнегреческая гетера.

## В культуре
- Глафира — имя, под которым Долгоруков воспевал в своих стихах княгиню В. П. Волконскую и название его стихотворения («Глафире»).
- Персонажи пьес Островского:
  - «Волки и овцы» (Глафира Алексеевна, бедная девица, родственница Мурзавецкой);
  - «Последняя жертва» (Глафира Фирсовна);
  - «На всякого мудреца довольно простоты» (Глафира Климовна Глумова).
- Глафира Петровна — персонаж Тургенева «Дворянское гнездо».
- Глафира Васильевна Акатова (Бодростина) — персонаж книги Николая Лескова «На ножах».
- Глафира (Глаша) — горничная в доме главные героев, второстепенный персонаж романа Елены Харьковой «И всё-таки я люблю…».
- Глафира Львовна Негрова — персонаж романа Герцена «Кто виноват?».
- Глафира — персонаж в произведении «Егор Булычев» Максима Горького.
- Глафира — персонаж в произведении «Алатырь» Евгения Замятина.
- «Глафира», песня, авторы Алексей Иващенко, Георгий Васильев (Приходи ко мне, Глафира,/ Я намаялся один./ Приноси кусочек сыра,/Мы вдвоём его съедим.).
- «Глафира и К» — книга тех же авторов.
- Глафира (Глаша) — персонаж повести Алеся Адамовича «Хатынская повесть» и снятого по её мотивам фильма Элема Климова «Иди и смотри».
- Глафира Сергеевна — персонаж романа Вениамина Каверина «Открытая книга» и одноимённого телевизионного многосерийного фильма Виктора Титова.
- Глафира Семёновна Иванова — главная героиня книг русского писателя, журналиста и издателя Николая Александровича Лейкина «Наши в Париже», «Под южными небесами», «Где апельсины зреют».

## В биологии
- Palearctia glaphyra — бабочка.